# Кедр атласский
Кедр атла́сский (лат. Cédrus atlántica) — дерево; один из видов рода Кедр.

## Распространение и экология
Атласский кедр произрастает на склонах Атласа в Марокко и Алжире, в том числе в местах, весьма бедных растительностью. В диком виде обычно встречается в труднодоступных районах на высоте 1 300—2 000 м над уровнем моря.

## Ботаническое описание
Высота дерева может достигать 50 м, диаметр ствола 1,5-2 м.
Хвоя синевато-зелёная, собрана в пучки, длина хвоинок до 2,5 см.
Шишки цилиндрические, до 10 см длиной. Семена длиной 10—12 мм, с крылом до 15 мм.
Древесина смолистая с сильным ароматом. Запах напоминает сандаловый, но более сухой.
Шишки и хвоя короче, чем у кедра ливанского.
Кедр атласский морозоустойчив (до −20 °C), он также легче ливанского переносит засуху.

## Значение и применение

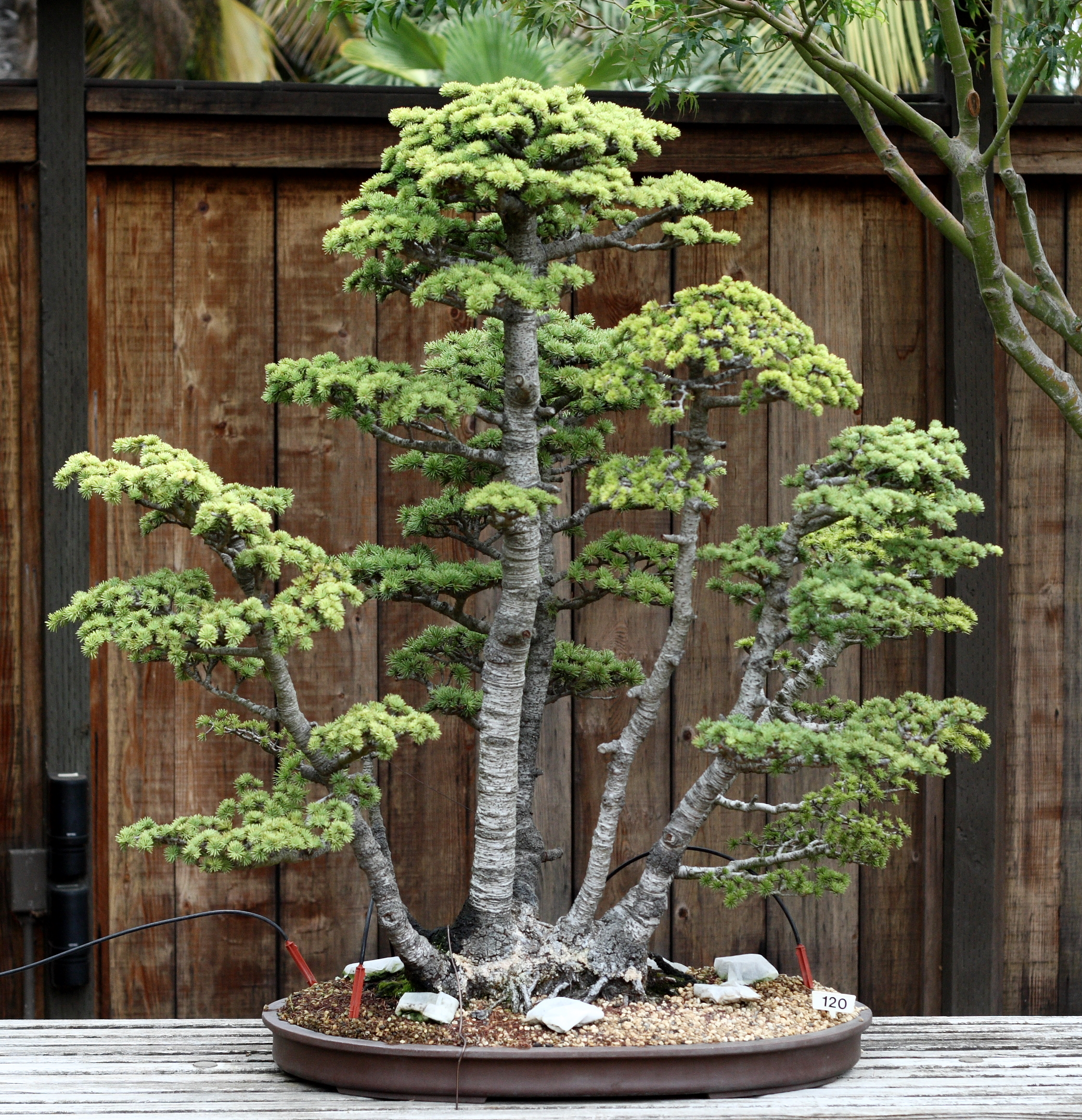
Кедр атласский, выращиваемый как бонсай

В Северной Африке местное население использует древесину как топливо.
Масло кедра обладает антисептическими свойствами, способствует расщеплению жира, поэтому применяется при изготовлении косметических продуктов.
Атласский кедр широко выращивается садоводами на юге Европы, на Кавказе, в Средней Азии, вплоть до Китая.

## Таксономия
Среди ботаников до сих пор идут споры, является ли кедр атласский видом рода Кедр или подвидом кедра ливанского. В 1855 году Эли Абель Каррьер классифицировал Cedrus atlantica как отдельный вид кедра. Согласно же Дж. Д. Гукеру, атласский кедр является разновидностью кедра ливанского — Cedrus libani var. atlantica.

## Галерея

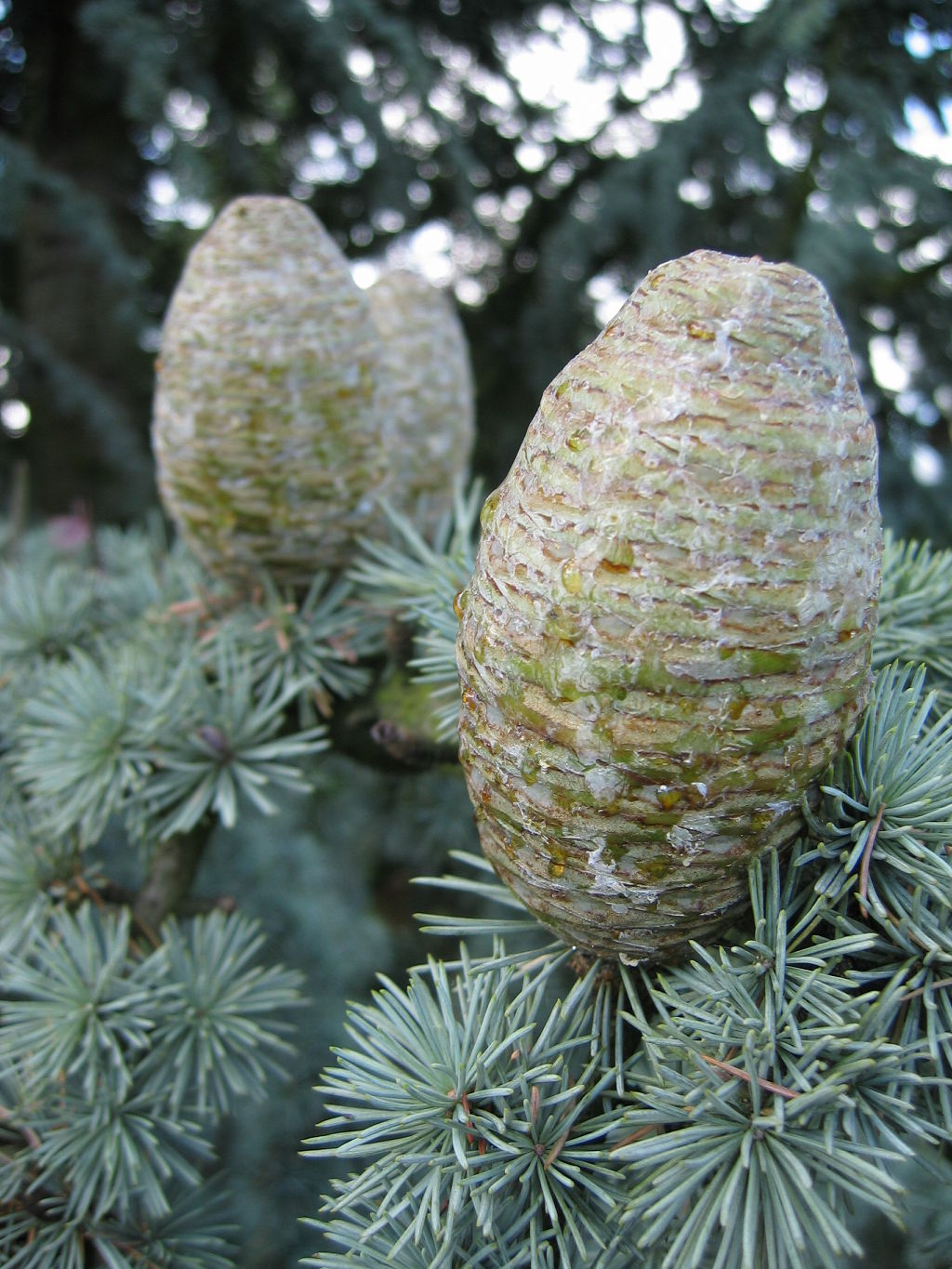
Шишки и хвоя «голубой» формы атласского кедра
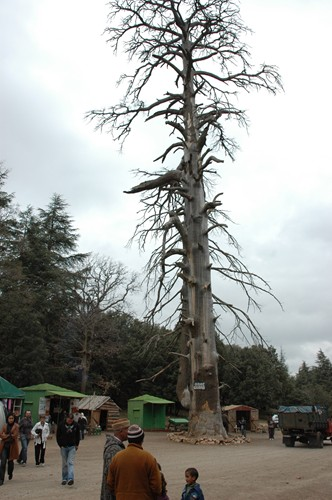
800-летний кедр Гуро в небольшом марокканском городе Азру в 89 км южнее Феса; был «открыт» солдатами французского генерала Анри Гуро в 1917—1919 годах.
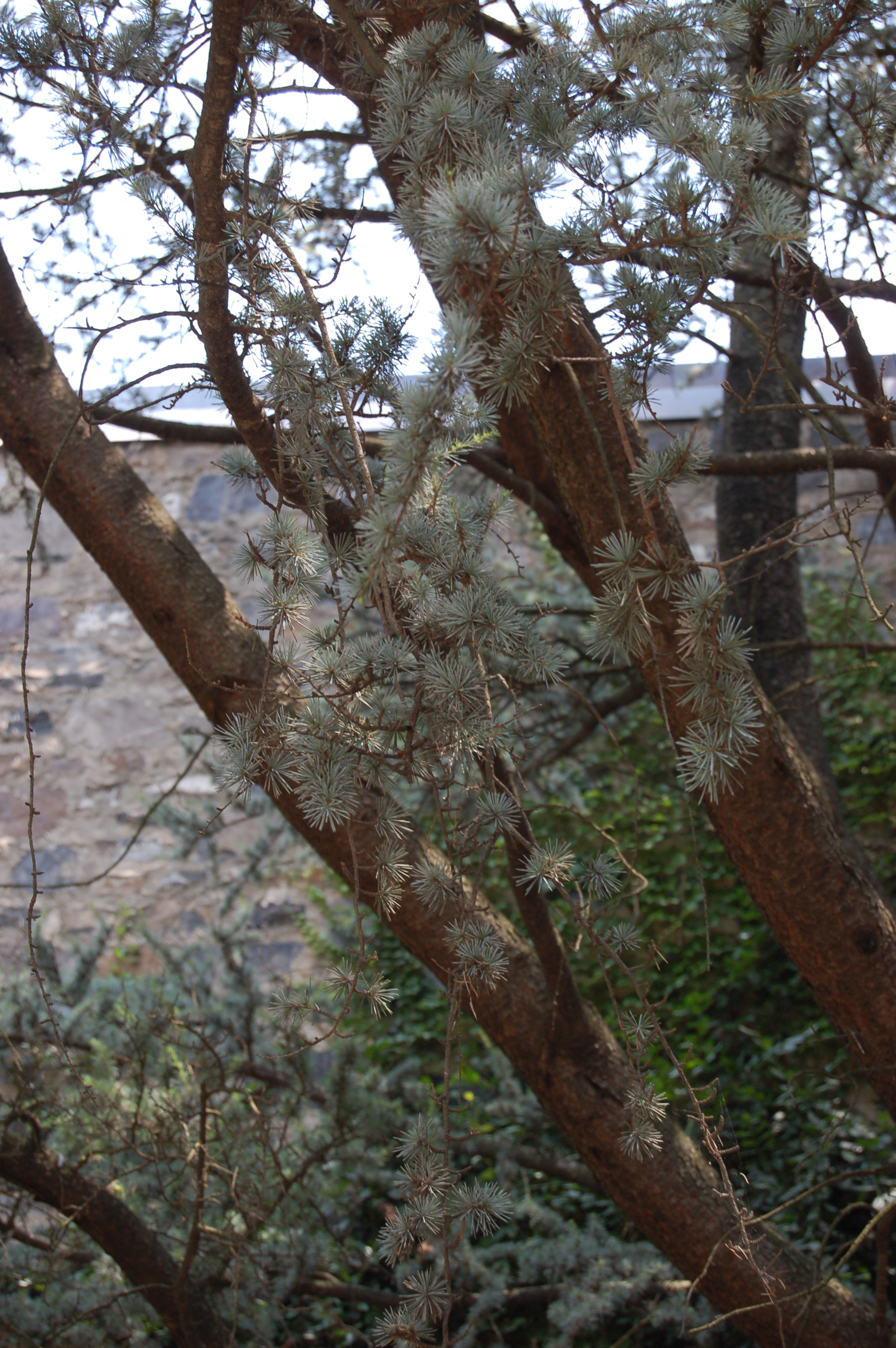
Ветви атласского кедра
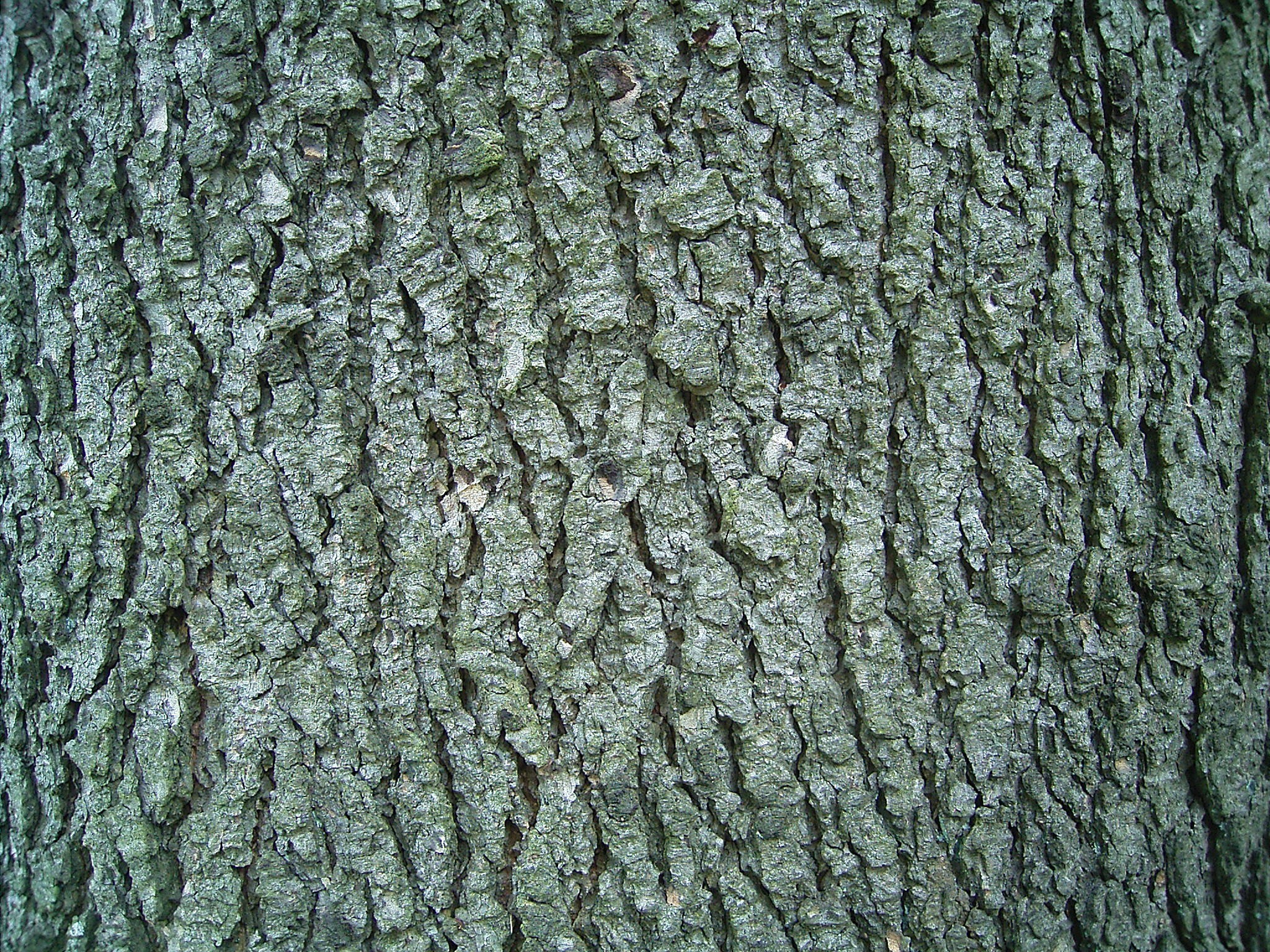
Кора атласского кедра
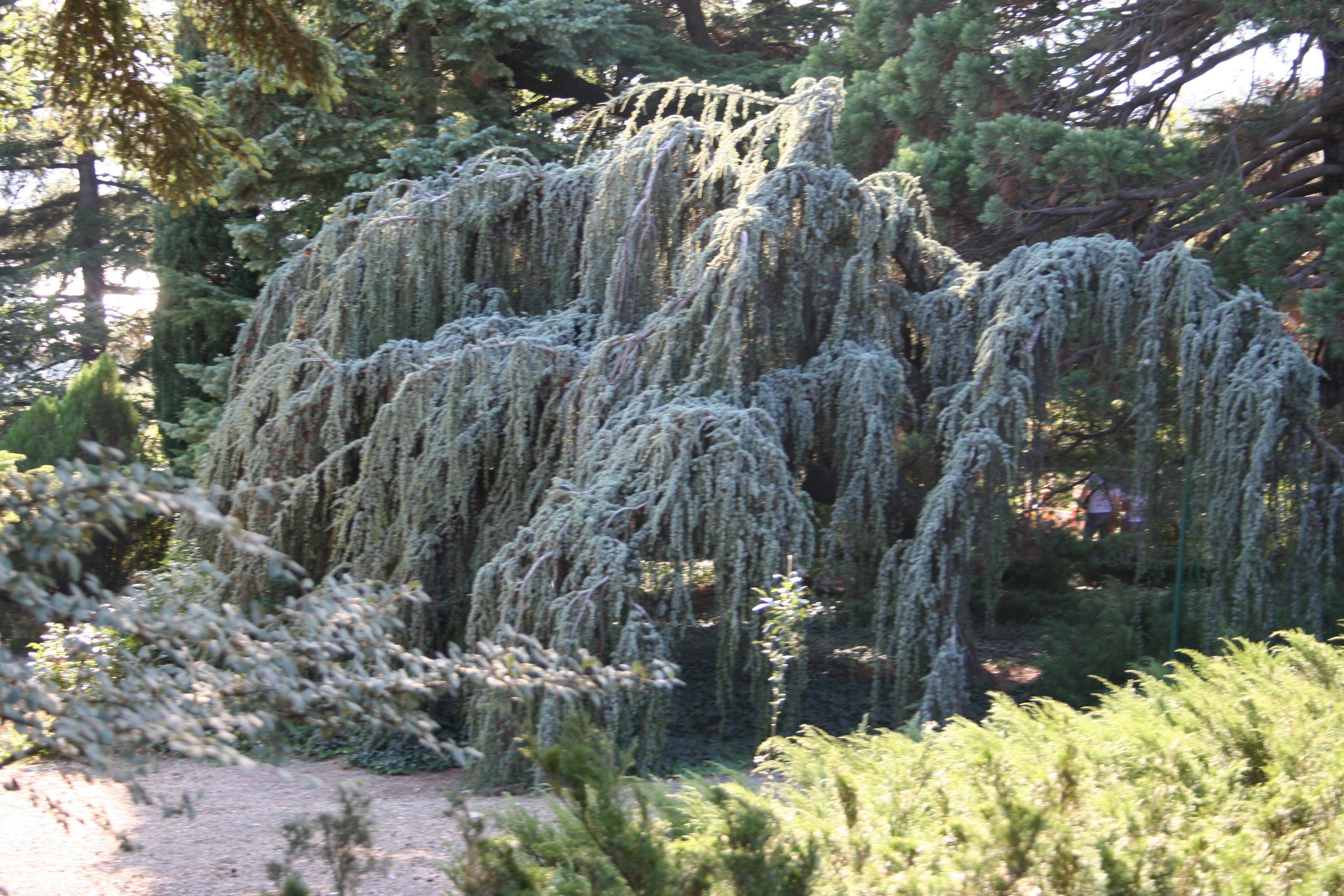
Редкая, получаемая прививкой, плакучая форма произрастания атласского кедра в Никитском ботаническом саду